# Endlicheria vinotincta
Endlicheria vinotincta är en lagerväxtart som beskrevs av C. K. Allen. Endlicheria vinotincta ingår i släktet Endlicheria och familjen lagerväxter. Inga underarter finns listade i Catalogue of Life.